# Shadows Fall
Shadows Fall är en amerikansk musikgrupp som spelar metalcore, thrash metal och, på tidiga skivor, melodisk death metal. Bandet kommer från Springfield, Massachusetts och är bildat 1995. Deras första album, Somber Eyes to the Sky, gavs ut 1997. De har hittills släppt sex studioalbum, två samlingsskivor, två DVD och ett antal singlar.
Somber Eyes to the Sky hade Philip Labonte på sång (senare i bandet All That Remains), och ett sound mer orienterat mot melodisk death metal. Brian Fair ersatte Labonte år 2000, och var med på Shadows Falls andra album, släppt samma år. Även detta album hade en annan inriktning än de kommande skivorna.
Låtarna ”What Drives the Weak” och ”Redemption” blev nominerade till Grammys i kategorin ”Best Metal Performance” åren 2006 respektive 2008.

## Bandmedlemmar
Nuvarande medlemmar
- Jonathan Donais – sologitarr, bakgrundssång (1995– )
- Matt Bachand – rytmgitarr, bakgrundssång (1995– )
- Paul Romanko – basgitarr (1995– )
- Brian Fair – sång (2000– )
- Jason Bittner – trummor (2002– )

Tidigare medlemmar
- Philip Labonte – sång (1995–1999)
- David Germain – trummor (1995–2000)
- Damien McPherson – sång (1996–1997)
- Mark Laliberte – basgitarr (1996–1997)

Turnerande medlemmar
- Ed Lanouette – basgitarr (2012)
- Mike Turbayne – basgitarr (2013–2014)
- Felipe Roa – sologitarr (2013–2014)

Bidragande musiker (studio)
- Adam Dutkiewicz – trummor (1996)
- Derek Kerswill – trummor (2000–2002)

Bildgalleri

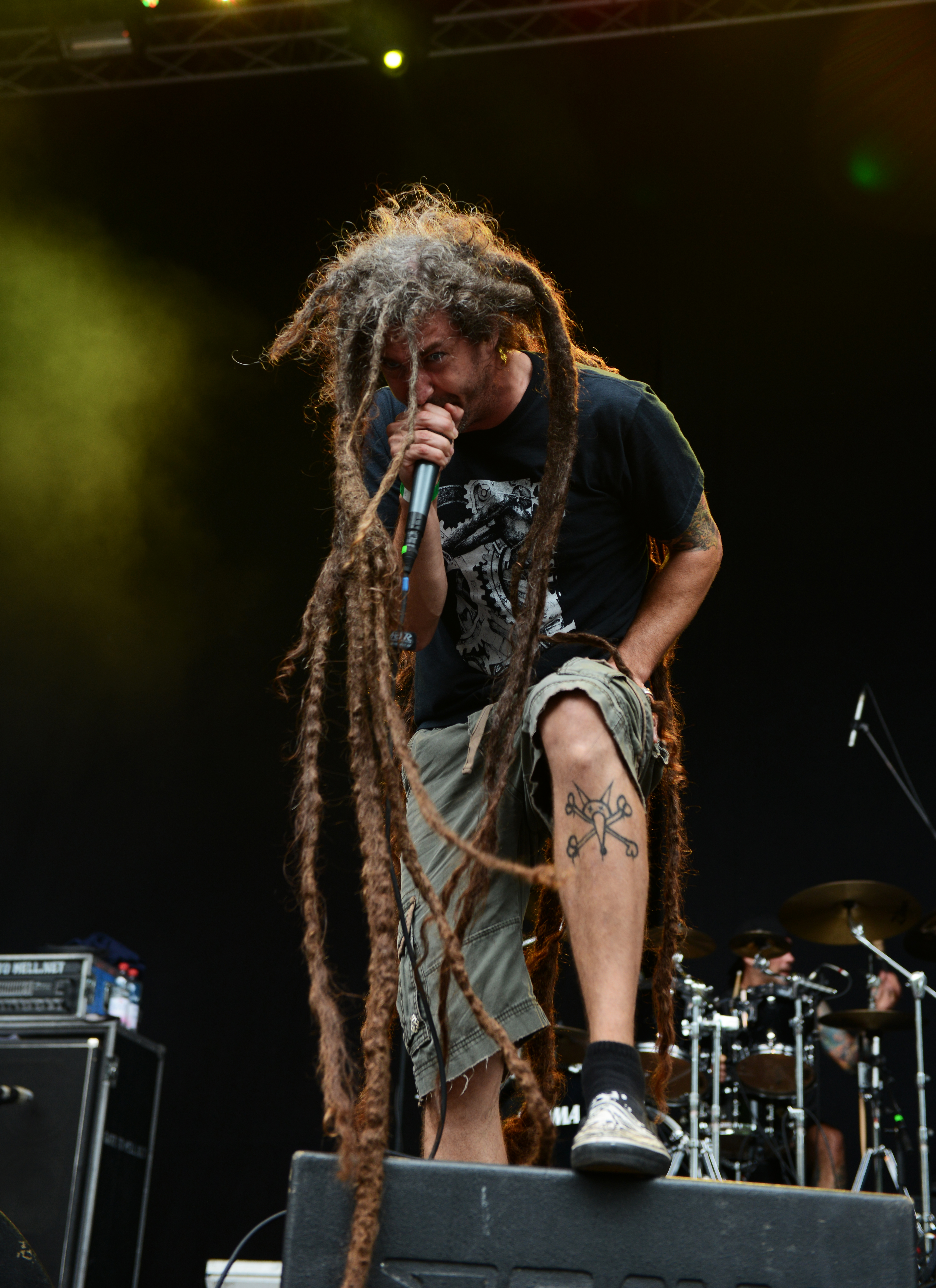
Brian Fair, 2014
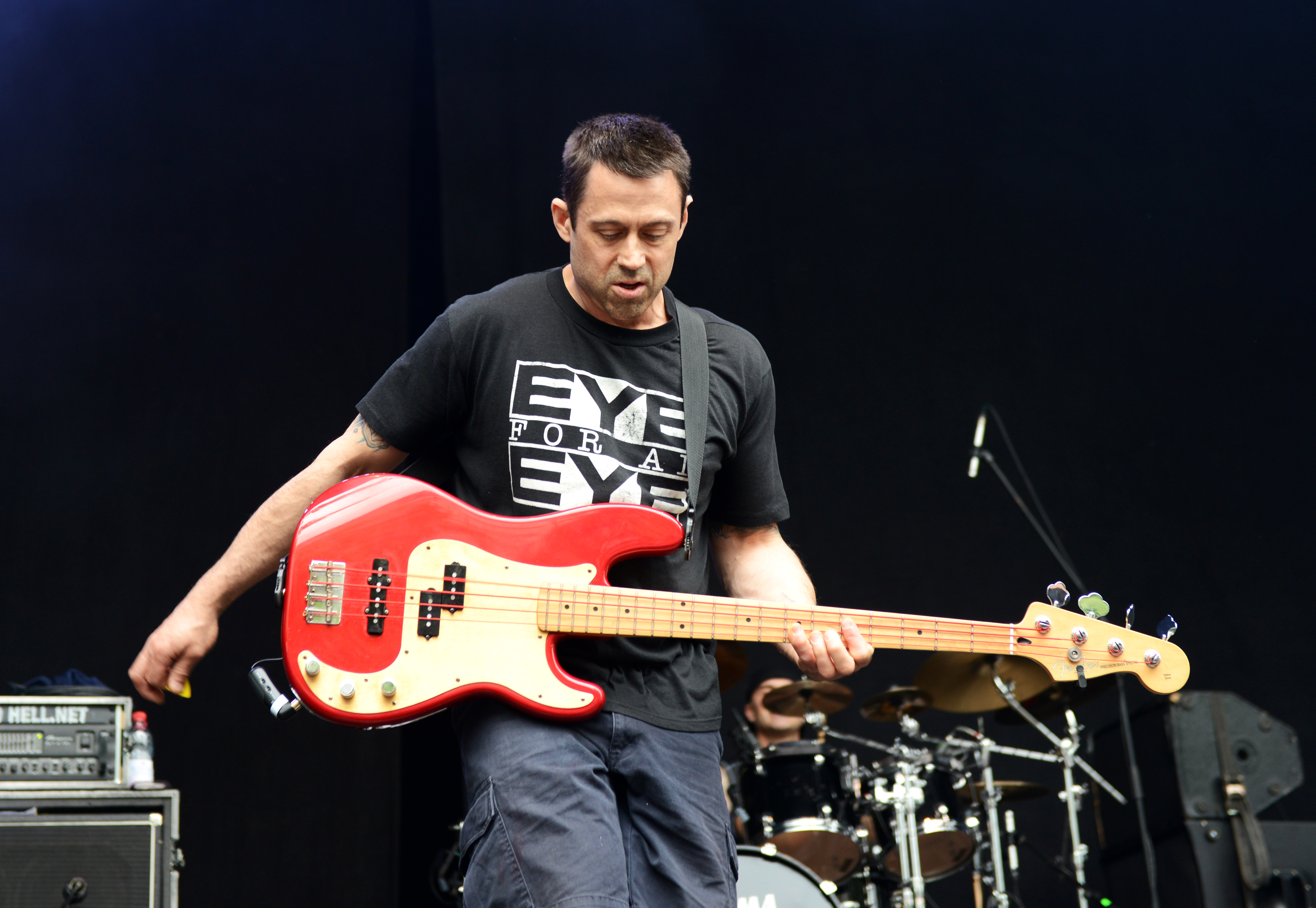
Paul Romanko, 2014
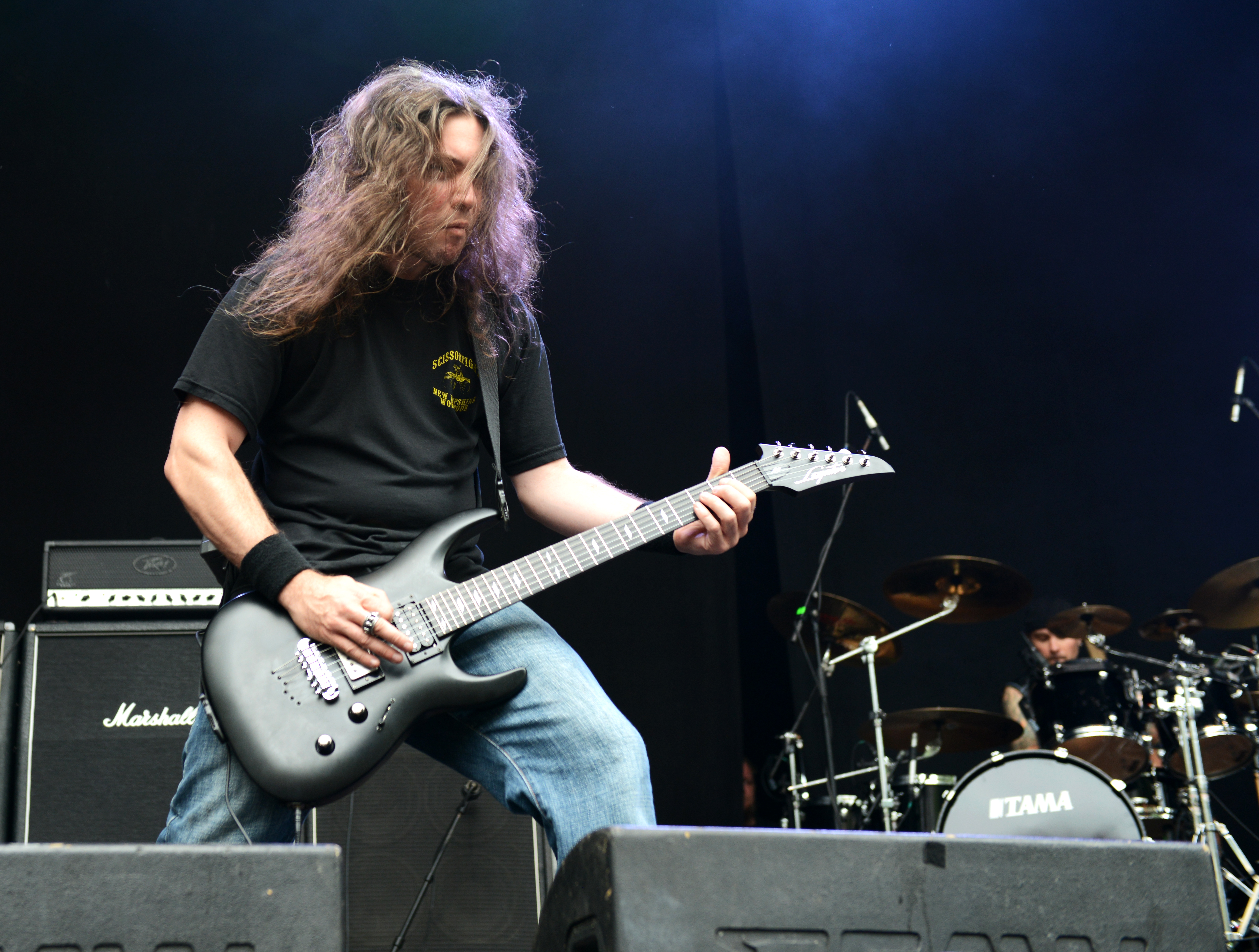
Matt Bachand, 2014
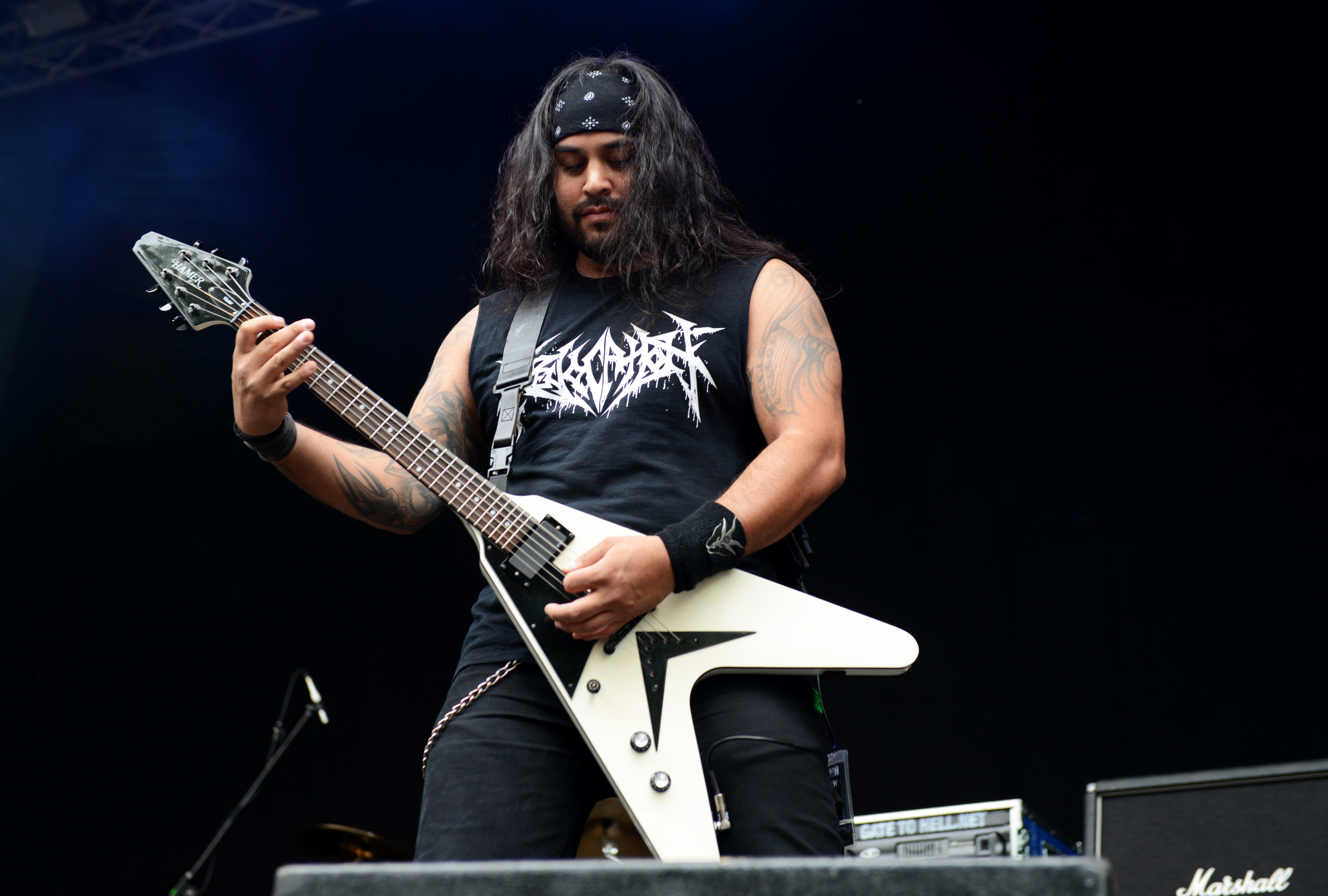
Felipe Roa, 2014

## Diskografi
Studioalbum
- 1997 – Somber Eyes to the Sky
- 2000 – Of One Blood
- 2002 – The Art of Balance
- 2004 – The War Within
- 2007 – Threads of Life
- 2009 – Retribution
- 2012 – Fire from the Sky

Samlingsalbum
- 2002 – Fear Will Drag You Down
- 2006 – Fallout From the War
- 2007 – Seeking the Way: The Greatest Hits

Singlar
- 2002 – "Stepping Outside the Circle" / "Thoughts Without Words"
- 2003 – "Destroyer of Senses"
- 2004 – "What Drives the Weak"
- 2005 – "Inspiration on Demand"
- 2005 – "Enlightened by the Cold"
- 2007 – "Redemption"
- 2007 – "Another Hero Lost"
- 2009 – "Still I Rise"
- 2009 – "King of Nothing"
- 2010 – "Bark at the Moon"
- 2012 – "The Unknown"